# Seversky XP-41
De Seversky XP-41 is een jachtvliegtuig van de Amerikaanse vliegtuigbouwer Seversky. De Seversky P-35 is als basis gebruikt voor het prototype van de XP-41. Enkele onderdelen van de P-35 zijn verbeterd, zoals het landingsgestel en een nieuwe motor, de Pratt & Whitney R-1830 - 19 stermotor. De Seversky XP-41 maakte zijn eerste vlucht in maart 1939. Tegelijkertijd werd de P-43 Lancer ontwikkeld, waarop de United States Army Air Corps besloot niet met de Seversky XP-41 verder te gaan.